# Alamikamba
Alamikamba, med 1 272 invånare (2005), är centralorten i kommunen Prinzapolka i departementet Región Autónoma de la Costa Caribe Norte, Nicaragua. Den ligger i den nordöstra delen av landet, på norra stranden av floden Prinzapolka.